# Wiehl
Wiehl – miasto w Niemczech, w kraju związkowym Nadrenia Północna-Westfalia, w rejencji Kolonia, w powiecie Oberbergischer Kreis. W 2010 roku miasto liczyło 25 645 mieszkańców.
W mieście rozwinął się przemysł maszynowy oraz piwowarski.

## Współpraca
Miejscowości partnerskie:
- Crimmitschau, Saksonia
- Hem, Francja
- Jokne’am, Izrael